# Pel di carota
Pel di carota (Poil de carotte) è un romanzo breve dello scrittore francese Jules Renard, di contenuto autobiografico, pubblicato per la prima volta nel 1894 e in una seconda edizione ampliata nel 1902. Presenta numerosi spunti autobiografici rielaborati in chiave artistica. 

## Trama
Protagonista del romanzo è François Lepic, un ragazzino introverso, soprannominato "Pel di carota" per il rutilismo, il quale è angariato in casa da una madre arida, che non lo ama, e vessato dai fratelli maggiori Felice ed Ernestina. Qualche sentimento di simpatia gli viene solo dal padre, sia pur inespresso e soffocato; anche l'uomo però è vittima della dispotica moglie. Pel di carota cerca con tutto l'impegno di soddisfare le richieste della madre e di cavarsela come può nell'ostile ambiente familiare. Non difende, come pure avrebbe voluto, l'anziana domestica Onorina quando viene licenziata dalla signora Lepic per una mancanza compiuta in realtà dal ragazzo.
Verso la fine del libro, l'infelice ragazzino tenta addirittura il suicidio con un secchio d'acqua fresca. La madre lo aveva previsto poco prima nelle sue litanie affermando: «È così vanitoso che, per rendersi interessante, si ucciderebbe con le proprie mani». Ma l'autore non ne dà particolare rilievo, racchiudendo l'episodio in tre concise righe. 
Dopo la passeggiata tra padre e figlio fino alla strada vecchia, la resa è inasprita dalla descrizione di un mondo sordido dove l'unico elemento vivo sembra essere la cattiveria, ma finalmente Pel di carota percepisce un senso di vicinanza con il padre.

### Capitoli
1. Le galline[3]
2. Le pernici
3. Era il cane
4. L'incubo
5. Con rispetto parlando
6. Il vaso
7. I conigli
8. La zappa
9. La carabina
10. La talpa
11. L'erba medica
12. Il bicchiere
13. Il pezzetto di pane
14. La trombetta
15. La ciocca
16. Il bagno
17. Onorina
18. Il paiuolo
19. Confessione rientrata
20. Agata
21. Programma
22. Il cieco
23. Il Capodanno
24. Andata e ritorno
25. La cannuccia
26. Le gote rosse
27. I pidocchi
28. Come Bruto
29. Lettere scelte
30. II casotto
31. Il gatto
32. L'ovile
33. Il padrino
34. La fontana
35. Le susine
36. Matilde
37. La cassaforte
38. I girini
39. Colpo di scena
40. A caccia
41. La mosca
42. La prima beccaccia
43. L'amo
44. La moneta d'argento
45. Le idee personali
46. La tempesta di foglie
47. La rivolta
48. L'ultima parola
49. L'album di Carota

## Critica

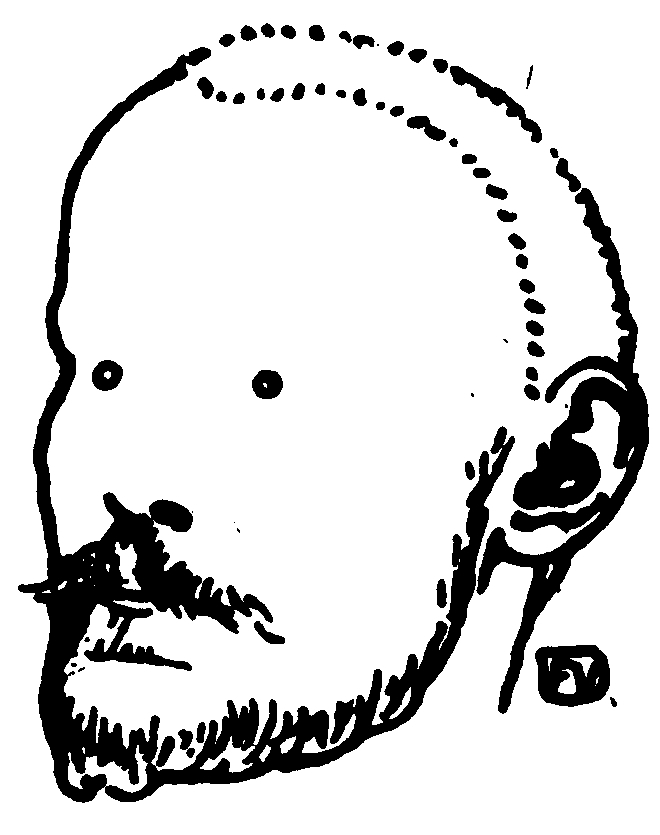
Jules Renard, Ritratto da Félix Vallotton (1898 circa)

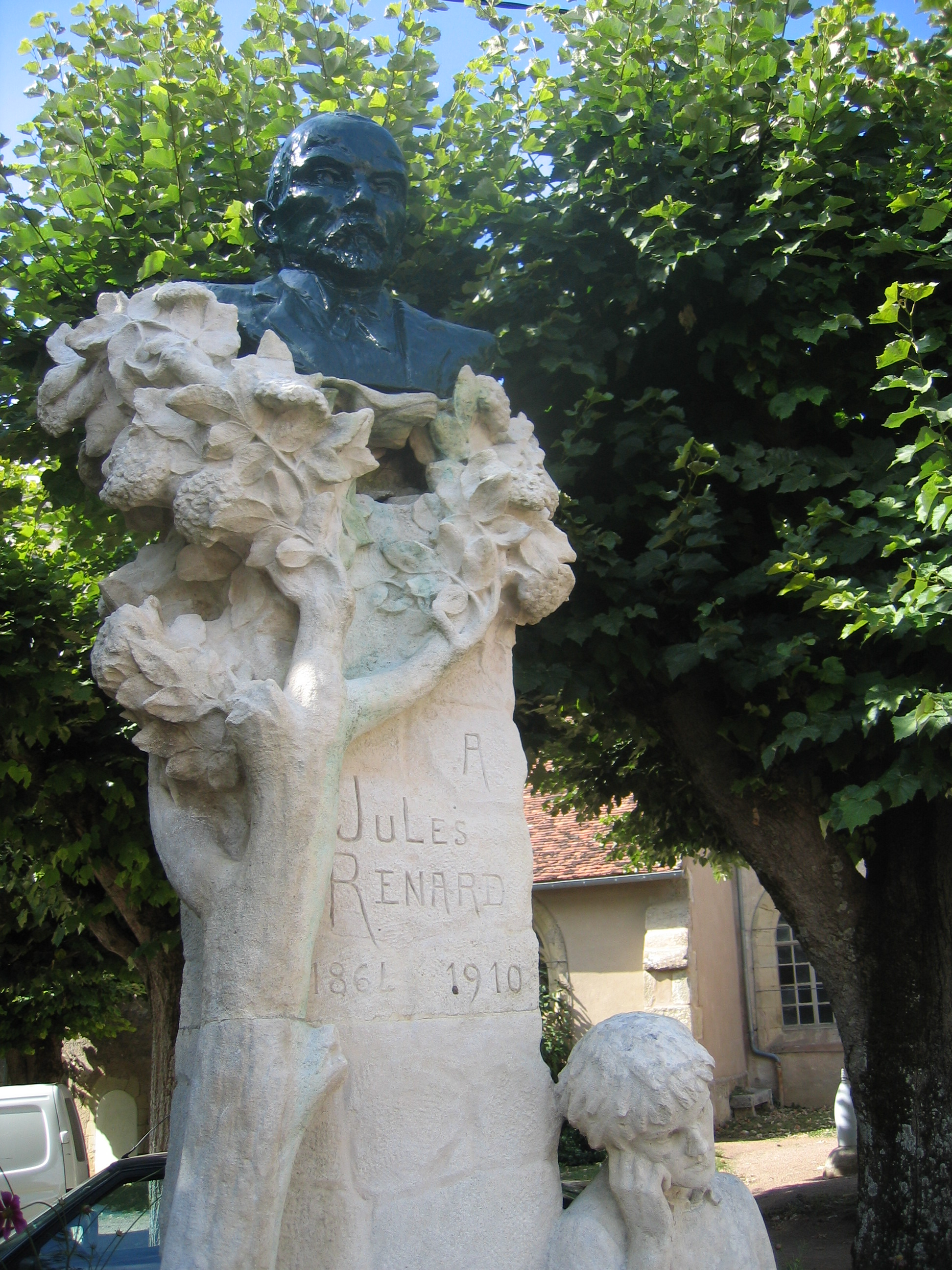
Monumento a Jules Renard e a Pel di carota (Chitry-les-Mines)

Il romanzo è sotto forma di una raccolta di 49 brevi capitoli, staccati fra di loro, ciascuno dei quali, a giudizio di Giulio Cattaneo, «rappresenta la riduzione al minimo della materia di un racconto [...] Nessuno scrittore francese fra Otto e Novecento ha creduto, come Renard, che lo stile fosse "l'arte di essere brevi"». Il romanzo ha una componente autobiografica e, a giudizio di Giovanni Macchia, Jules Renard, «piccolo negro della letteratura», si aggrappa al suo stile faticoso «per salvarsi ai poveri fatterelli della sua umile vita! Non si scrive che se stessi». Nonostante il successo, Renard si diceva scontento di Pel di carota, ritenendo fosse «un "libro sbagliato, incompleto composto male" anche perché "venuto fuori a soffi", pubblicato troppo presto e "abborracciato verso la fine per guadagnare subito un po' di denaro"». Sartre collocava Pel di carota «all'origine della letteratura moderna».

## Edizioni
- (FR) Jules Renard, Poil de Carotte, Paris, Flammarion, 1894,  p. 185.
- (FR) Jules Renard, Poil de Carotte (II edizione ampliata); avec 50 dessins de F. Vallotton, Paris, Ernest Flammarion, 1902,  p. 276.
- Il martirio di un fanciullo: Pel di carota; prima traduzione italiana di Édouard ed Achille Macchia; con sedici figure e con dieci tavole; Napoli: F. Bideri, 1915, XXVIII + 180 p.
- Pel di carota; traduzione di Decio Cinti, Milano: Casa Ed. Sonzogno, Coll. I capolavori dell'umorismo n. 10, 1923
- Pel di carota; traduzione di Renato Colantuoni, Milano: A. Barion, 1925
- Pel di carota; traduzione di Giuseppe Aventi, Milano: Treves, 1934
- Pel di carota: un capolavoro; traduzione dal francese di Gian Dauli, Milano: Lucchi, 1939
- Pel di carota; traduzione di Maria Letizia Ascarelli, Roma: De Carlo, 1945
- Pel di Carota: romanzo, Milano: Ediz. Corticelli, 1947
- Pel di carota; traduzione a cura di Antonio Monti, Milano: Ed. Carroccio, 1951
- «Pel di carota». In: Pel di carota; Filippo e Ragotte; traduzione e introduzione di Corrado Tumiati, Milano: A. Mondadori, 1951, pp. 21-121
- Romanzi e Storie naturali di Jules Renard; traduzione di Adriano Grande, Roma: Gherardo Casini, 1951
- Pel di carota: romanzo; traduzione di C. Siniscalchi, Milano: Lucchi, 1953
- Pel di carota; traduzione dal francese e riduzione di Franco Chiozzi; illustrato da Orsi, Milano: G. Conti, 1954
- Pel di Carota; traduzione di Frida Ballini; illustrazioni di Bartoli, Milano: Fabbri, 1955
- Pel di Carota; traduzione di Luigi Servolini; illustrazioni e coperta di F. Faorzi; presentazione di Paolo Reynaudo, Firenze: Editrice Marzocco, 1955
- Pel di carota: romanzo per ragazzi; versione di De Mattia; illustrazioni di Savi, Milano: Boschi, 1955
- Pel di Carota; adattamento di Enzo Morea; illustrazioni di G. Simons; copertina di B. Bodini, Milano: AMZ, 1963
- Pel di Carota; a cura di M. Giometti ; illustrazioni di M. Camilli, Bologna: G. Malipiero, 1966
- Pel di carota; traduzione e riduzione di Gina Marzetti Noventa; illustrazioni di Rialdo Guizzardi, Bergamo: Janus, 1967
- Pel di carota e Storie naturali; a cura di Emilio Maetzke, Brescia: La scuola, 1969
- Pel di carota; adattamento di C. Redi; traduzione di M. Casalis, Milano: Bietti, 1973
- Pel di carota ; con dieci litografie originali di Paolo Paolucci, Urbino: Istituto d'arte, 1973
- Pel di carota; Storie naturali; traduzione di D. Ziliotto, Novara: EDIPEM, 1975
- Pel di carota; traduzione di Anna Maria Fizzotti; illustrazioni di Cécile Anguera; copertina di Angela Ultrocchi, Milano: Lito, 1984
- Pel di carota e Storie naturali, traduzione di Adriano Grande; introduzione di Bianca Pitzorno, Novara, EDIPEM, 1984.
- Pel di carota, traduzione di Piera Oppezzo; saggio introduttivo di Jean Paulhan; notizia bio-bibliografica di Fortunato Tramuta, Collezione Quaderni della Fenice, Parma, Guanda, 1985.
- Pel di carota e le più belle Storie naturali, traduzione di Giorgina Salonia, Sesto San Giovanni, Aldo Peruzzo Editore, 1986.
- Pel di carota. Storie naturali, introduzione di Lanfranco Binni, trad. Renata Debenedetti, Milano, Garzanti, 1987.
- Pel di carota, traduzione di Frediano Sessi, Firenze, Giunti-Marzocco, 1993, ISBN 88-09-00866-9.
- Pel di Carota, seguito dalla commedia omonima, Con il saggio L'uomo legato di Jean-Paul Sartre. Illustrazioni di Félix Vallotton. trad. Elena Giolitti, Guido Davico Bonino, Paola Gallo, Collana ET Scrittori, Torino, Einaudi, 1994, ISBN 978-88-06-13467-9.
- Pel di carota, traduzione di Piero Bianconi, Milano, BUR, 2003, ISBN 88-17-10656-9.

## Adattamenti

### Teatro
- Pel di carota, commedia in un atto tratta dal romanzo dallo stesso Renard, rappresentata a Parigi il 2 marzo 1900, con André Antoine[7]

### Cinema
- Pel di carota, film del 1925 diretto da Julien Duvivier
- Pel di carota, film del 1932 diretto ancora da Julien Duvivier
- Pel di carota, film del 1952 diretto da Paul Mesnier.
- Pel di carota, film del 1973 diretto da Henri Graziani

### Televisione
- Pel di carota, film per la TV diretto da Silverio Blasi e trasmesso il 29 agosto 1963 da Rai 1
- Poil de carotte, film per la TV diretto da Richard Bohringer e trasmesso il 14 aprile 2003 da TF1
- Pel di Carota, cartone animato francese del 1997